# Missió de les Nacions Unides a la República Democràtica del Congo
La Missió de l'Organització de les Nacions Unides a la República Democràtica del Congo (MONUC), que es va convertir el 2010 en la Missió d'Estabilització de l'Organització de les Nacions Unides a la República Democràtica del Congo (MONUSCO) és una força de manteniment de la pau establerta per les resolucions 1279 (1999) i 1291 (2000) per supervisar el procés de pau de la Segona Guerra del Congo, encara que posteriorment gran part del seu enfocament fou el conflicte d'Ituri, el conflicte de Kivu i el conflicte de Dongo. La missió va canviar el nom de MONUC a MONUSCO arran la resolució 1925 de 2010.
La presència inicial de les Nacions Unides a la República Democràtica del Congo, abans de l'aprovació de la resolució 1291, era una força d'observadors militars per observar i informar sobre el compliment de les faccions amb els acords de pau, un desplegament autoritzat per l'anterior resolució 1258 del 1999. La Resolució 2348 (2017) ha proporcionat el mandat actual a l'autoritat de la MONUSCO.
Des de 1999, s'han gastat prop de 8.740 milions de dòlars per finançar la intervenció de les Nacions Unides a la República Democràtica del Congo. L'octubre de 2017 la força total de les tropes de les Nacions Unides a la RDC és d'aproximadament 18.300 efectius. Més de trenta països han aportat personal militar i policial per a l'operació, amb l'Índia com a principal contribuent. El juny de 2011 es va informar que l'Índia es prepara per reduir gradualment el seu compromís militar amb la MONUSCO.

## Organització
La seu de la missió es troba a Kinshasa. La missió considera que la RDC està formada per sis sectors, cadascun amb la seva pròpia caserna general. El 2005-6, però, la Divisió Oriental es va formar a Kisangani i es va fer càrrec de les brigades a Kivu Nord, Kivu Sud i Ituri, juntament amb dues o tres de les casernes del sector.
El pressupost aprovat per a la MONUC, de l'1 de juliol de 2007 al 30 de juny de 2008, era de 1.166,72 dòlars americans, el més gran per a qualsevol operació actual de manteniment de la pau de l'ONU.

### Comandants

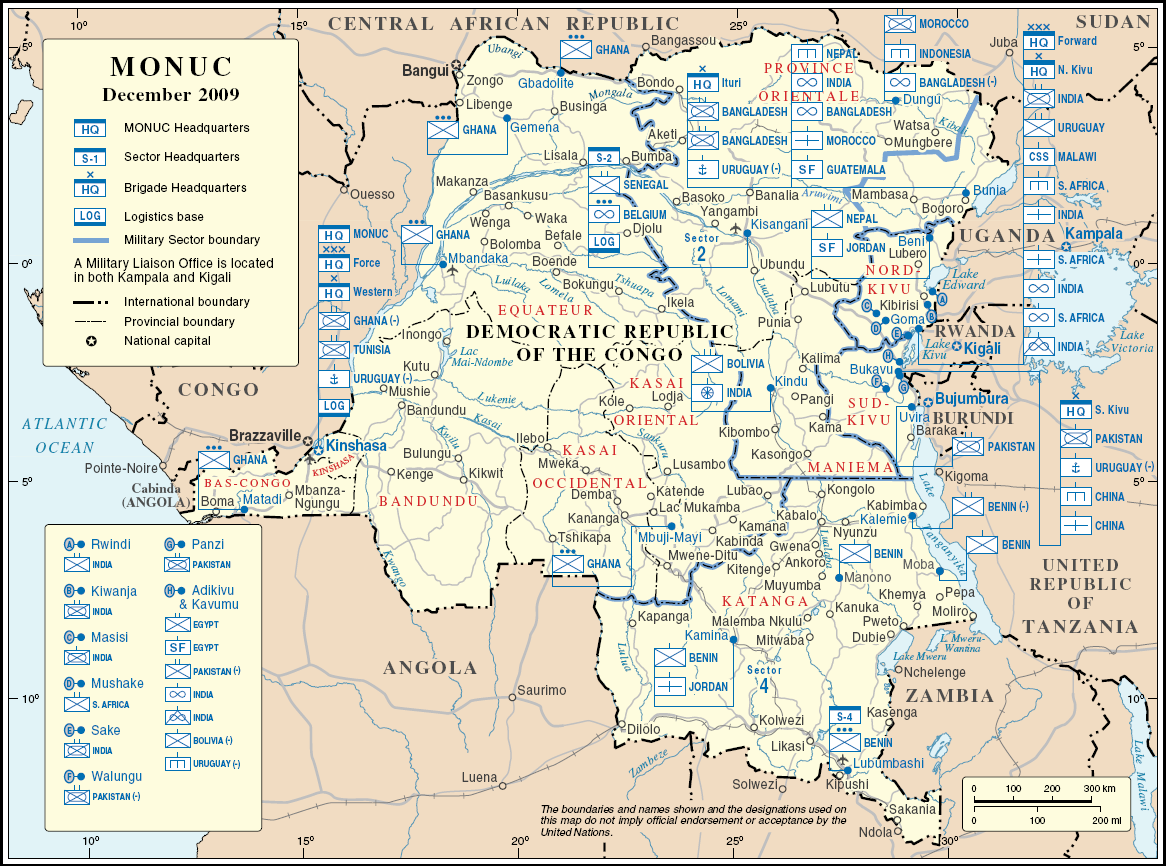
Localització d'unitats de la MONUC en desembre de 2009

- Mountaga Diallo: Març 2000 – gener 2004
- Samaila Iliya: gener 2004 – febrer 2005
- Babacar Gaye: febrer 2005 – juliol 2010
- Chander Prakash: juliol 2010 – març 2013
- Carlos Alberto dos Santos Cruz: Abril 2013 – desembre 2015
- Tt Gen Derrick Mgwebi: desembre 2015 – gener 2018[7]
- Maj Gen Bernard Commins : des de gener de 2018.

### Sectors
- MONUSCO HQ: Kinshasa
- Sector 1: Mbandaka
- Sector 2 i Divisió Oriental HQ: Kisangani
- Sector 3: Kananga
- Sector 4: Kalemie
- Sector 5: Kindu
- Sector 6: Bunia

### Números de força i morts
El juliol de 2004 hi havia 10.531 soldats de l'ONU sota el comandament de la MONUC. L'1 d'octubre de 2004, el Consell de Seguretat de les Nacions Unides va decidir desplegar 5.900 soldats més al Congo, tot i que el secretari general de l'ONU, Kofi Annan, n'havia demanat uns 12.000.
El 25 de febrer de 2005, nou pacificadors bengalís van ser assassinats per membres de la milícia Front dels Nacionalistes i Integracionistes a la província d'Ituri. El FNI va matar un altre pacificador nepalès i va prendre set captius el maig de 2006. Dos dels set van ser alliberats a final de juny i l'ONU va intentar obtenir l'alliberament dels cinc restants. El novembre de 2005 la MONUC estava formada per 16.561 militars. El 30 de juliol de 2006, les forces de la MONUC foren encarregades de vigilar les eleccions generals de 2006, les primeres eleccions multipartidistes a la RDC des de 1960. Les tropes de la MONUC van començar a patrullar àrees de l'est de la República Democràtica del Congo després d'enfrontaments armats el 5 d'agost després del caòtic recompte de resultats electorals. El comandament de les Nacions Unides també està organitzant diferents programes de formació i competicions a Congo per a les forces del Congo i internacionals. Es va dur a terme una competició de tir similar entre tropes de totes les forces internacionals i va ser guanyada per un batalló d'infanteria pakistanès.
La força total, el 31 d'octubre de 2007, va ser de 18.407 uniformats, incloent-hi 16.661 militars, 735 observadors militars de les Nacions Unides, 1.011 policies, sostinguts per 931 funcionaris civils internacionals, 2.062 funcionaris civils locals i 585 voluntaris de les Nacions Unides.
L'ONU ha registrat un total de 161 víctimes mortals entre el personal de la MONUC, fins a l'1 de juliol de 2010, de la manera següent: 100 militars, 10 observadors militars, 6 policies de l'ONU, 12 civils internacionals i 30 civils locals.

### Personal i forces
El 31 d'octubre de 2007, la MONUC tenia un total de 18.407 efectius uniformats, inclosos 16.661 efectius, 735 observadors militars de les Nacions Unides, 1.011 policies, ajudats per 931 funcionaris civils internacionals, 2.062 funcionaris civils locals i 585 Voluntaris de les Nacions Unides. Els principals contribuents de la tropa són l'Índia, Pakistan i l'Uruguai (prop de 10.000).
El 20 de novembre de 2008, el Consell de Seguretat de les Nacions Unides va votar per unanimitat reforçar la MONUC amb 3.085 més pacificadors per enfrontar-se als problemes del conflicte de Kivu Nord de 2008. Es va votar després que 44 organitzacions, dirigides pel ministre d'Afers Exteriors francès, van demanar al Consell que enviés reforços per estabilitzar la regió.
El 31 d'octubre de 2011 les forces de MONUSCO incloïen 19.084 uniformats, dels quals 16.998 eren militars, 743 eren observadors militars i 1.343 eren policies (incloent-hi les unitats formades). A més, les forces van incloure 983 funcionaris civils internacionals, 2.828 funcionaris civils locals i 600 voluntaris de l'ONU.

### Països Contribuents

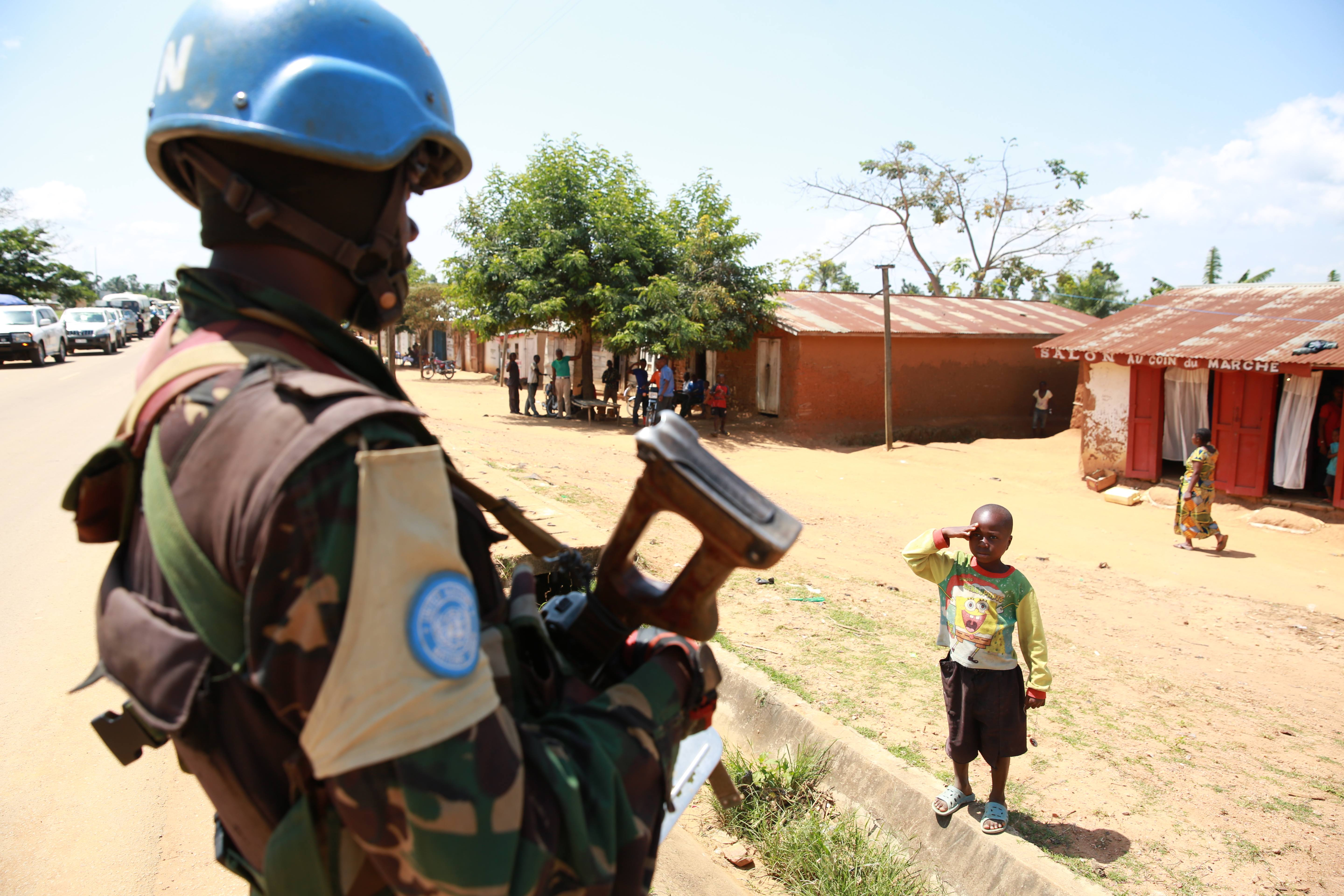
Nen congolès saludant un casc blau

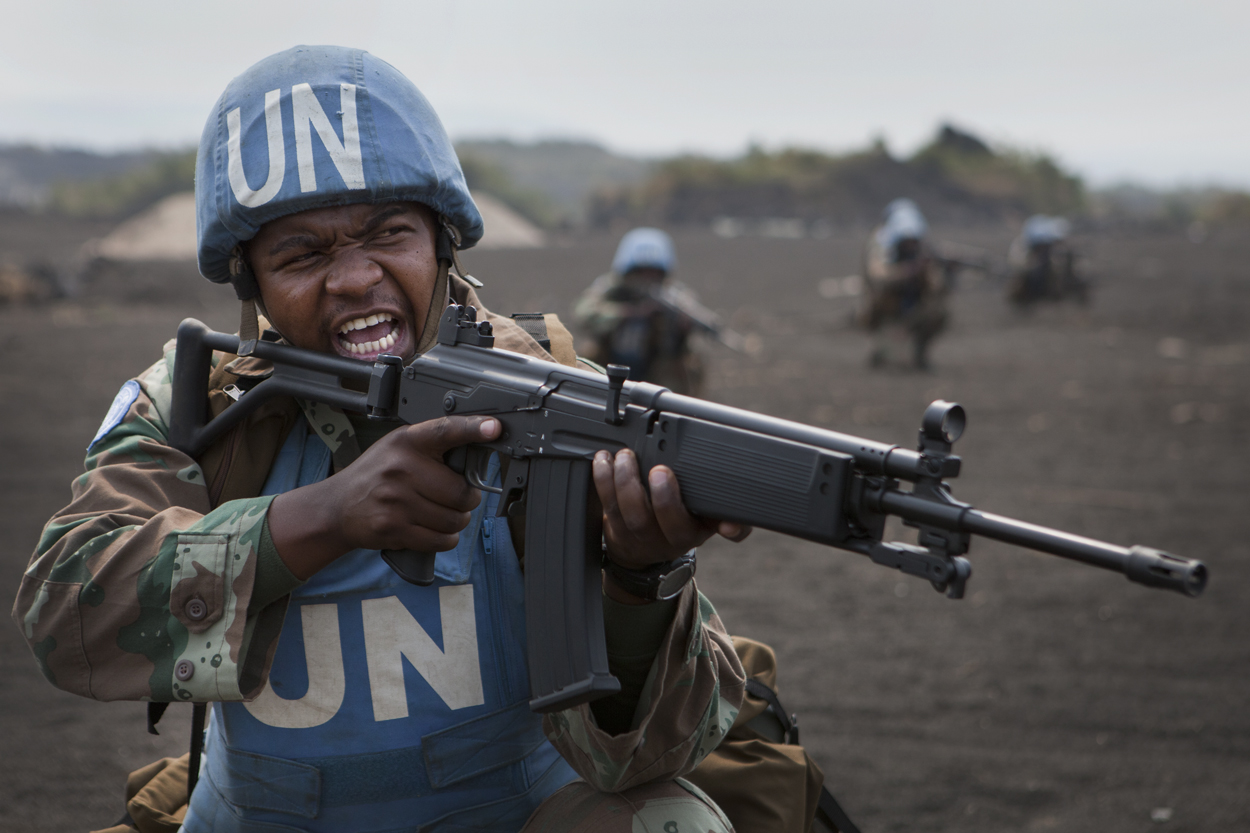
Soldat sud-africà de MONUSCO en 2013

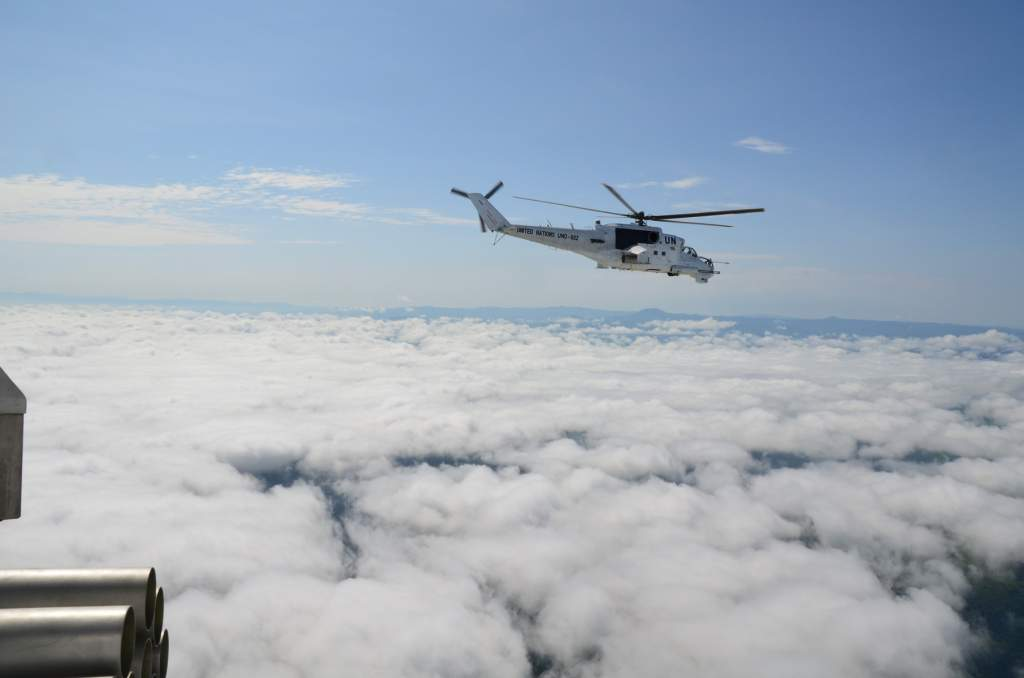
Vol de reconeixement a Kivu Nord.

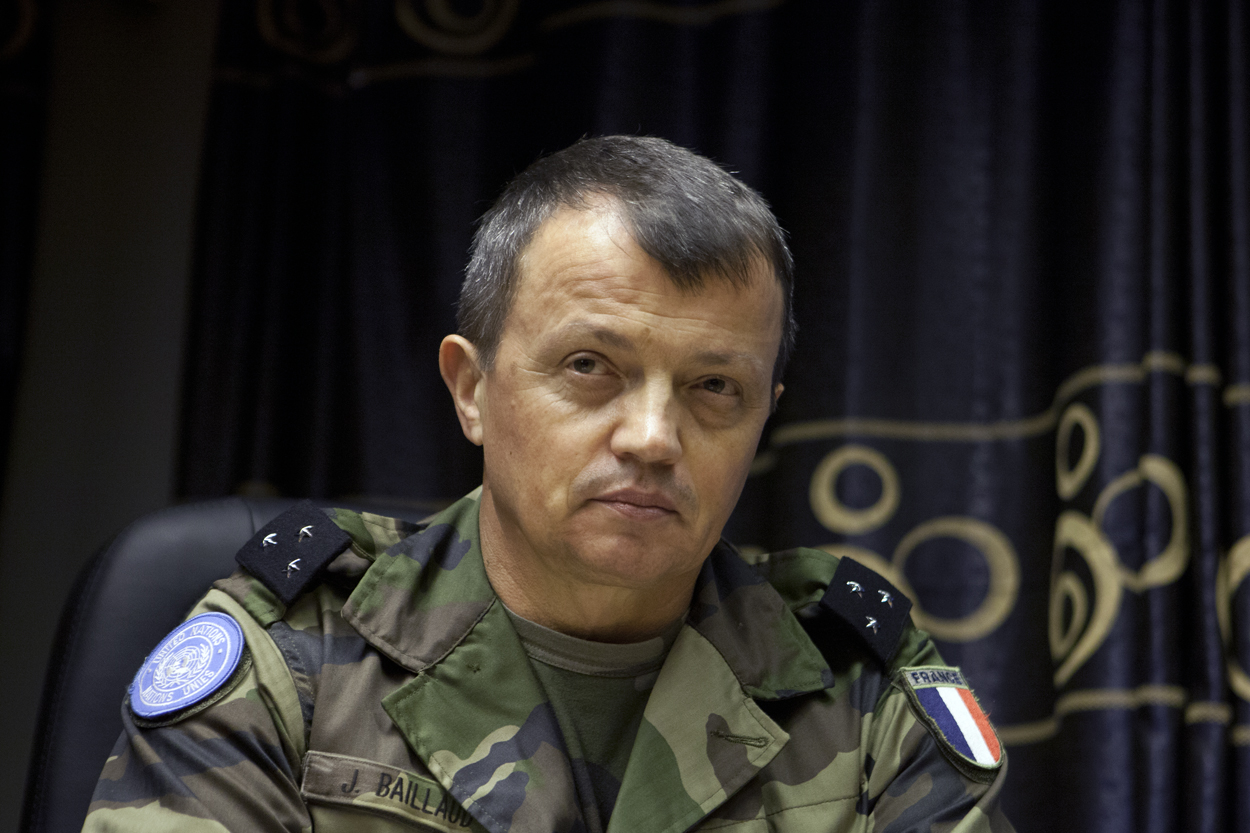
El general J. Baillaud en 2013.

El 30 de juny de 2013, el nombre total de personal de la missió era de 20.444 efectius:
| País                     | Policia | Experts | Tropes |
| ------------------------ | ------- | ------- | ------ |
| Algèria                  | 0       | 5       | 0      |
| Bangladesh               | 390     | 18      | 2,542  |
| Bèlgica                  | 1       | 0       | 23     |
| Benín                    | 32      | 11      | 454    |
| Bolívia                  | 0       | 10      | 0      |
| Bòsnia i Hercegovina     | 5       | 5       | 0      |
| Burkina Faso             | 28      | 7       | 0      |
| Brasil                   | 0       | 7       | 0      |
| Camerun                  | 23      | 5       | 0      |
| Canadà                   | 0       | 0       | 9      |
| República Centreafricana | 7       | 0       | 0      |
| Txad                     | 28      | 0       | 0      |
| R.P. de la Xina          | 0       | 13      | 221    |
| Costa d'Ivori            | 36      | 0       | 0      |
| Txèquia                  | 0       | 3       | 0      |
| Dinamarca                | 0       | 0       | 2      |
| Djibouti                 | 3       | 0       | 0      |
| Egipte                   | 140     | 21      | 1,007  |
| França                   | 9       | 0       | 5      |
| Ghana                    | 0       | 24      | 465    |
| Guatemala                | 0       | 1       | 151    |
| Guinea                   | 31      | 0       | 1      |
| Hongria                  | 0       | 0       | 2      |
| Índia                    | 269     | 34      | 3,731  |
| Indonèsia                | 0       | 15      | 177    |
| Irlanda                  | 0       | 0       | 3      |
| Jordània                 | 10      | 17      | 230    |
| Kenya                    | 0       | 17      | 11     |
| Madagascar               | 20      | 0       | 0      |
| Malawi                   | 0       | 9       | 5      |
| Malàisia                 | 0       | 6       | 7      |
| Mali                     | 21      | 16      | 0      |
| Mongòlia                 | 0       | 2       | 0      |
| Marroc                   | 0       | 1       | 858    |
| Nepal                    | 0       | 20      | 1,029  |
| Níger                    | 31      | 15      | 1      |
| Nigèria                  | 4       | 18      | 2      |
| Noruega                  | 0       | 0       | 1      |
| Oman                     | 0       | 0       | 2      |
| Pakistan                 | 0       | 41      | 714    |
| Paraguai                 | 0       | 17      | 0      |
| Perú                     | 0       | 13      | 2      |
| Filipines                | 0       | 0       | 2      |
| Polònia                  | 0       | 2       | 0      |
| Romania                  | 16      | 22      | 0      |
| Rússia                   | 2       | 27      | 0      |
| Senegal                  | 277     | 12      | 11     |
| Sèrbia                   | 0       | 0       | 8      |
| Sud-àfrica               | 0       | 3       | 1,223  |
| Sri Lanka                | 0       | 4       | 0      |
| Suècia                   | 5       | 4       | 0      |
| Suïssa                   | 1       | 1       | 3      |
| Tanzània                 | 0       | 0       | 1,247  |
| Togo                     | 7       | 0       | 0      |
| Tunísia                  | 39      | 17      | 2      |
| Turquia                  | 13      | 0       | 0      |
| Ucraïna                  | 5       | 11      | 161    |
| Regne Unit               | 0       | 0       | 6      |
| Estats Units             | 0       | 0       | 3      |
| Uruguai                  | 0       | 15      | 1,175  |
| Iemen                    | 4       | 6       | 0      |
| Zàmbia                   | 0       | 20      | 2      |

## Direcció
Els representants especials del secretari general de la MONUSCO han estat:
- 2018- Leila Zerrougi [16]
- 2015-18: Maman Sambo Sidikou
- 2013–15: Martin Kobler
- 2010–13: Roger A. Meece
- 2007–10: Alan Doss
- 2003–07: William L. Swing
- 2001–03: Amos Namanga Ngongi
- 1999–2001: Kamel Morjane

## Abusos sexuals
El personal de la MONUC es va implicar en 140 casos d'acusacions d'abús d'explotació sexual entre desembre de 2004 i agost de 2006. S'han informat casos nous, especialment el 2008 i el 2014. Malgrat que es va mostrar una tolerància zero, algunes de les missions de l'ONU han estat contaminades per incidents com, per exemple, a Eritrea, a Burundi, al Sudan, Libèria i la Costa d'Ivori i la República Centreafricana.